# Хутрова промисловість

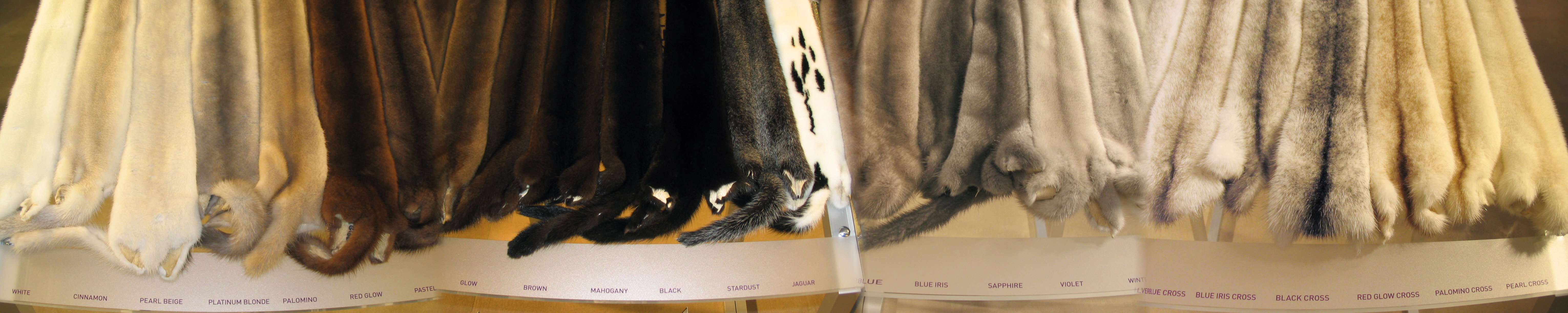
Кольори шкурок норки

Хутрова́ промисло́вість — галузь легкої промисловості, що виробляє хутряні вироби зі шкур диких та свійських тварин.
Довгий час хутра вироблялися ремісничим і кустарним способом (кушнірство).
Перша невелика хутрова фабрика була закладена у 1891 році в Тисьмениці на Станиславівщині (тепер Івано-Франківська область). Основну масу виробів із хутра і хутрову сировину вивозили з України за кордон, натомість імпортували хутра.
Активно розвиватися хутрова промисловість почала розвиватися вже в УРСР з 1930-х років. 1931 року постала хутрова фабрика в Харкові, яку в 1960-их pp. цілком реконструювали. Найбільше об'єктів хутрової промисловості виникло у 1960-их pp.
На 1971 рік найважливішими підприємствами хутрової промисловості були: Харківське хутрове об'єднання (йому підпорядковані хутрові фабрики в Балті Одеської області та філія у місті Червонограді Львівської області) і Тисменицьке (йому підпорядкована фабрика у Львові), Одеська і Жмеринська фабрики.
За СРСР на українських підприємствах хутрової промисловості переробляли шкурки норки, песця, сріблясто-чорної лисиці, каракуля, хутрові смушки, що їх заготовляли як на місці, але також і додатково завозили з республік Середньої Азії та Казахстану. Про обсяги хутрової промисловості УРСР можна судити з даних, що 1970 року вироблено 3,4 млн комірів і 3,7 млн головних уборів.
На початку 1990-х з розпадом СРСР і економічним колапсом вітчизняна хутрова промисловість зазнала значних фінансових потрясінь і збутових проблем. Труднощів додавало і засилля з середини 1990-х неякісної, надалі якіснішої хутряної та шкіряної продукції (переважно з Туреччини і Греції).
Усі радянські підприємства змінили форму власності (причому крім приватних деякі або були, або є і зараз спільними підприємствами), і зуміли пристосуватися до ринку, або переорієнтувавшись на західний ринок, або запропонувавши конкурентоспроможний на місцевому ринку продукт.
На 2008 рік збережені не тільки усі радянські хутряні фабрики (у Тисмениці, Балті, Жмеринці і Харкові), а й відкрилися нові підприємства і цехи, в тому числі великі виробництва (наприклад, фабрика АНТ у Черкасах). Сировина для хутрового виробництва в Україні зараз є як імпортованою, так і отриманою з українських спеціалізованих підприємств з вирощування хутрових звірів.

## Критика хутрової індустрії
Зоозахисні організації піддають хутрову індустрію серйозній критиці. Це пояснюється жорстоким поводженням з хутровими тваринами, що утримуються в клітинах. Повітря, яким дихають тварини, отруєне постійними випорожненнями, тварини знаходяться в маленьких клітках, що обмежують їх пересування. Замкнутий простір, тіснява, бруд призводять до того, що у тварини впадають у невротичний стан. Вони самі себе гризуть, дряпають, перебуваючи в постійному перезбудженні або впадають в апатію. Під впливом громадськості у Великій Британії, Голландії, Австрії, Швейцарії, Італії існує повна або часткова заборона на звіроферми.